# Esperimenti su TMV
Gli esperimenti eseguiti sul virus del mosaico del tabacco (A. Gierer e G. Schramm 1956 - Fraenkel-Conrat e Singer 1957) dimostrarono che nei virus a RNA il materiale genetico è appunto l'RNA.
Esistono diversi virus a RNA: alcuni infettano i batteri (sono quindi dei fagi), altri infettano gli animali (per esempio il virus responsabile della poliomielite) altri infine infettano le piante (ad esempio il virus del mosaico del tabacco, altrimenti noto come TMV).
Il TMV è costituito esclusivamente da un'elica di RNA circondata da un involucro polimerico (il cui monomero è una particolare proteina) che prende il nome di capside. È un classico virus a simmetria elicoidale.

## L'esperimento di A. Gierer e G. Schramm
Questi due scienziati nel 1956 riuscirono ad isolare il TMV e a separare l'elica di RNA dal rivestimento proteico.
L'iniezione del solo RNA all'interno di cellule in una pianta di tabacco sana era sufficiente a scatenare l'infezione virale.
I virus formati in seguito all'infezione erano formati da un'elica di RNA circondata dal capside proteico.
Evidentemente l'RNA conteneva l'informazione per la costruzione del rivestimento proteico e di conseguenza doveva essere il materiale genetico.

## L'esperimento di Fraenkel-Conrat e Singer
Ad un anno dalla prova sperimentale appena descritta, Fraenkel-Conrat e Singer idearono un esperimento in grado di confermare i risultati precedentemente ottenuti da Gierer e Schramm.
Procedettero isolando due ceppi di TMV che presentavano un rivestimento proteico leggermente differente.
Riuscirono a "spogliare" le eliche di RNA dai rispettivi capsidi e a "ricostruire" le particelle virali in vitro facendo però in modo che l'RNA
del primo ceppo venisse ricoperto dalle proteine che rivestivano originariamente il secondo ceppo, e viceversa.
Iniettando questi virus in piante sane si otteneva come risultato una progenie virale che presentava il rivestimento proteico originario.
Il risultato fu in grado di confermare le conclusioni tratte un anno prima da Gierer e Schramm.